# Stalag XI D

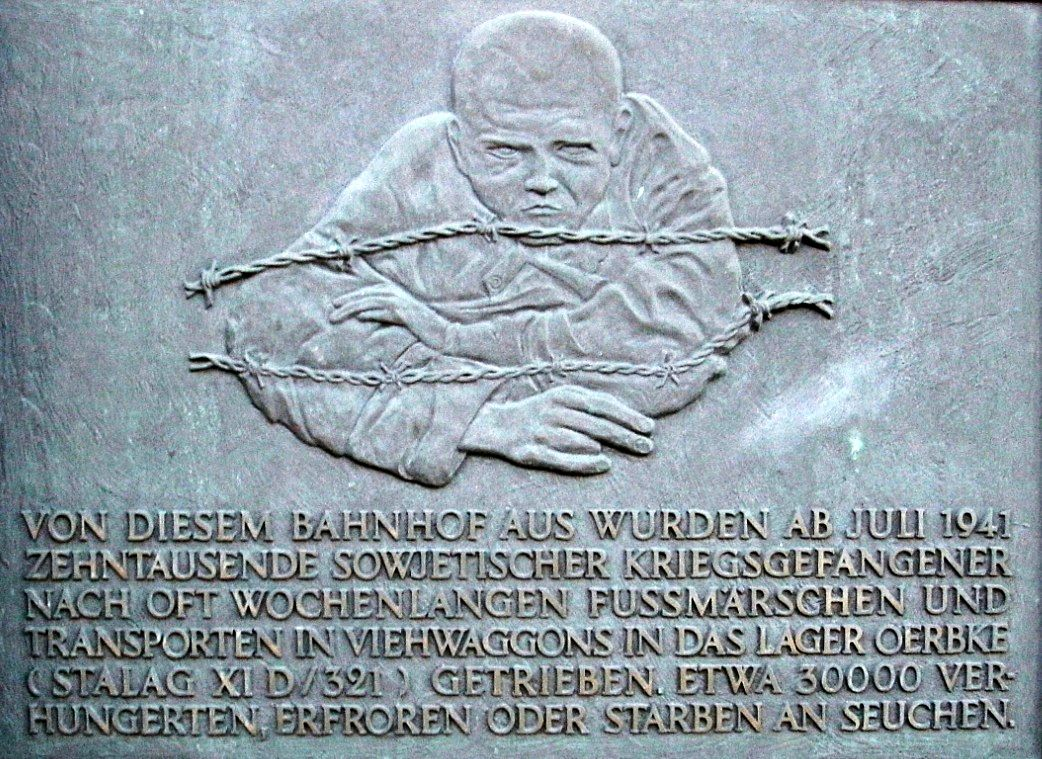
Am Bahnhof von Bad Fallingbostel erinnert eine Gedenkplatte an die Transporte von Kriegsgefangenen nach Oerbke

Das Kriegsgefangenen-Mannschafts-Stammlager Stalag XI D (321) in Oerbke bei Bad Fallingbostel war eines von vier Mannschaftsstammlagern im Wehrkreis XI Hannover. Die weiteren Stalags waren:  XI C (311) in Bergen-Belsen sowie Stalag XI B (357) Fallingbostel, die auch jeweils im heutigen Niedersachsen lagen und XI A Dörnitz-Altengrabow das im heutigen Sachsen-Anhalt lag. Sie fungierten als Zwischenstationen für die im nordwestdeutschen Raum zur Zwangsarbeit eingesetzten Kriegsgefangenen. Hier wurden diese nach dem Eintreffen registriert und einer Entlausungs- und Untersuchungsprozedur unterzogen. Eine im Stalag angesiedelte Außenstelle des Arbeitsamtes fasste die Kriegsgefangenen dann, meist nach Nationalitäten getrennt, in Arbeitskommandos mit einer durchschnittlichen Stärke von 30 bis 40 Mann zusammen und vermietete sie je nach Bedarf an Betriebe und Gemeinden.

## Entstehung
Im Mai/Juni 1941 errichtete die Wehrmacht nur einige hundert Meter östlich vom bereits bestehenden Fallingbosteler Stalag XI B das Stammlager XI D Oerbke. Das Stalag war zunächst ausschließlich für die Unterbringung von Kriegsgefangenen der Roten Armee vorgesehen. Die Planungen sahen eine Kapazität von bis zu 30.000 Insassen vor.

## Zeit 1941 bis 1945

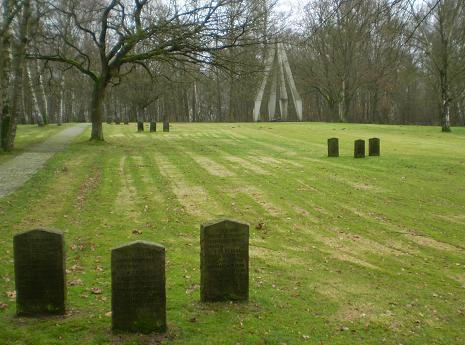
Friedhof der Namenlosen für 30.000 bis 40.000 fast ausschließlich sowjetische Kriegsgefangene

Das Stalag XI D wurde auf einer unbebauten Freifläche des Truppenübungsplatzes Bergen nach der Errichtung von Sicherungsanlagen durch französische und serbische Kriegsgefangene angelegt. Im Juli 1941 trafen die ersten Rotarmisten ein. Sie mussten unter freiem Himmel ausharren, weil es noch keinerlei Gebäude zur Unterbringung der Gefangenen gab. Laut Augenzeugen gruben sie sich mit den Händen Erdlöcher. Erst im November 1941 durften sich die Insassen Behelfsunterkünfte aus einfachen Erdhöhlen und Verschlägen aus Holzresten errichten. Später erbauten dann die Gefangenen größtenteils selber Baracken. Im Stalag XI D Oerbke war, der schlechten Unterbringung und Versorgung wegen, die Sterblichkeit unter den Insassen besonders hoch. Im Herbst 1941 fielen, wie auch in den anderen mit sowjetischen Kriegsgefangenen belegten Stalags, bis zu 90 % der Gefangenen einer Fleckfieberepidemie zum Opfer. Alleine bis zum Frühjahr 1942 verstarben ca. 12.000 Menschen. Für die toten sowjetischen Kriegsgefangenen entstand 1941 ein Friedhof nördlich des Geländes. Dies ist ein öffentlich zugängliches Sammelgrab für bis zu 30.000 Tote, die bis 1945 in dem Lager umkamen, und heißt heute "Der Friedhof der Namenlosen" in Oerbke.
Ab dem Frühjahr 1942 begann eine neue Phase für sowjetische Gefangene, sie wurden zum Arbeitseinsatz bestimmt. Dazu verbesserte man die Versorgungslage geringfügig, worauf das Massensterben endete. Es bedeutete aber nicht, dass die Gefangenen nun ausreichend verpflegt wurden, lediglich das zur Erhaltung der Arbeitskraft Nötigste wurde ihnen zugestanden. So kam es in der Folge zu einer schleichenden Dezimierung der Gefangenenzahlen. Die Gefangenen starben jetzt an Entkräftung durch die Arbeitseinsätze. Das Lager wurde ab dem 12. August 1942 dem Stalag XI B angegliedert. 1944 wurde auf dem Gelände das Stalag 357 eingerichtet. Vom 9. November 1944 bis Anfang April 1945 wurden hier zwischen 7.538 und ca. 12.000 australische, englische, kanadische, südafrikanische und US-amerikanische Luftwaffenangehörige gefangen gehalten. Am 13. April 1945 trafen britische Verbände als Befreier in Oerbke ein.

## Zeit nach 1945
Die Britischen Streitkräfte verwendeten das Stalag mit den inzwischen errichteten 63 Holz- und 23 Steinbaracken nach dem Krieg zunächst als Internierungslager für Nationalsozialisten. Anfang der 1950er Jahre wurden für einen kurzen Zeitraum von ca. drei Jahren Vertriebene im Lager untergebracht. Die Anlage erhielt die Bezeichnung Ostsiedlung Oerbke. In der Folge beanspruchte die Britische Armee den Truppenübungsplatz Bergen wieder in seiner ursprünglichen Ausdehnung für den militärischen Übungsbetrieb. Von der Ostsiedlung wurden sämtliche Baracken und Gebäude abgerissen. Einzige Ausnahme ist die ehemalige Entlausungsanlage, die von der Bundeswehr Standortverwaltung Bergen, Geländebetreuung Oerbke, als Lager genutzt wird. Das übrige Gelände ist heute eine grasbewachsene Freifläche.